# Manfred Scholz (Politiker)
Manfred Scholz (* 1. September 1938 in Krottenbach, Nürnberg) ist ein deutscher Politiker (SPD).
Nach dem Besuch der Volksschule machte Scholz eine Facharbeiterlehre und absolvierte ein Ingenieur-Studium im Maschinenbau und zum Diplom-Wirtschaftsingenieur (FH) in Nürnberg und München. Später erlangte er den Abschluss Diplom-Volkswirt und promovierte an der Uni Erlangen-Nürnberg. Er war über 30 Jahre in der Industrie als Prokurist (Unternehmen Leistritz) und Bereichsleiter für Betriebswirtschaft und Information tätig.
1955 wurde Scholz Mitglied der SPD, wo er zwischen 1968 und 2014 mit Unterbrechungen 29 Jahre lang Vorsitzender des Ortsvereins Reichelsdorf-Mühlhof war. 1976 zog er in den Vorstand der SPD in Nürnberg ein. Er gehörte zeitweise auch dem Bezirksvorstand Franken an und war von 1974 bis 1988 Bezirksrat in Mittelfranken und dort stellvertretender Fraktionsvorsitzender. 
Scholz war außerdem für den Wahlkreis Mittelfranken von 1994 bis 2003 Mitglied des Bayerischen Landtags. Dort gehörte er dem Ausschuss für Wirtschaft, Verkehr und Grenzland (1994–1998), dem Ausschuss für Wirtschaft, Verkehr und Technologie (1998–2003) sowie dem Ausschuss für Bundes- und Europaangelegenheiten (2002–2003) an. Als Wirtschaftspolitiker engagierte er sich insbesondere für den Erhalt von Arbeitsplätzen in der Region.
2005 wurde er mit dem Bundesverdienstkreuz am Bande ausgezeichnet.